# Penelope (película de 2006)
Penélope es una película estadounidense, dirigida por Mark Palansky en el año 2006. Los protagonistas son Christina Ricci, James McAvoy, Catherine O'Hara, Richard E. Grant, Peter Dinklage y Reese Witherspoon como la mejor amiga de Penélope.

## Resumen
Penelope es la historia de una joven, Penélope Wilhern (Christina Ricci), nacida en el seno de una familia de clase alta y afectada por una maldición que sólo puede romperse casándose con un hombre de su misma condición social. Vive escondida en la majestuosa casa familiar, donde sus padres (Richard E. Grant y Catherine O'Hara) organizan para ella reuniones con jóvenes de sangre azul, aunque sin éxito.
 
Cada pretendiente se enamora instantáneamente de Penélope, hasta que la maldición se revela. Cuando ya los pretendientes se agotan, Lemon (Peter Dinklage), reportero de un tabloide malicioso, contrata a Max (James McAvoy) -cuyo verdadero nombre es Johnny Martin- para que se haga pasar por uno de ellos y consiga una foto de la misteriosa joven.
 
Pero Max, un apostador con muy mala suerte, se siente atraído por Penélope y desiste de los planes de Lemon por miedo a decepcionar a la chica.
 
A su vez, Penélope abandona a sus padres y sale al mundo en busca de aventuras, cansada de que todos los hombres se asustaran al verla. Ahí fuera se siente libre, aunque necesita ocultar su notable nariz tras una bufanda. Se instala en un hotel y frecuenta un bar donde hace nuevos amigos que la aceptan como es. Y para evitar conclusiones exageradas sobre su aspecto, decide entregar a Lemon fotos de su rostro.

Meses más tarde, Penélope despierta en un hospital y se da cuenta de que la gente no la rechaza, sino que se interesa por ella. Su madre arregla un matrimonio con Edward, un chico interesado en la fortuna de la hija, pero Penélope lo rechaza en el altar, huye a su habitación y consigue deshacer el hechizo al aceptarse tal y como es. Marcha definitivamente de casa y se presenta ante Max el día de Halloween disfrazada con una máscara de cómo era ella misma antes de romper el maleficio. Al besarla, Max descubre su nuevo aspecto.

## Elenco
- Christina Ricci Penélope
- James McAvoy Max
- Catherine O'Hara Jessica Wilhern
- Richard E. Grant Franklin Wilhern
- Peter Dinklage Lemon
- Reese Witherspoon Annie, mejor amiga de Penélope

## DVD
Fue estrenado en DVD el 22 de junio de 2014
- Datos: Q1074032
- Multimedia: Penelope (2006 film) / Q1074032